# Cuthred wessexi király
Cuthred más írásmóddal Cudred, Cuþræd (angolszászul: CVÞRED VVESTSEAXNA CYNING), (? – 756) wessexi király 740-től.
Æthelheard fivérként annak halála után örökölte a királyságot. Akkor lépett trónra, amikor a szomszédos Mercia éppen hatalma csúcspontján volt. Uralma minden jel szerint Æthelbald merciai királytól függött, és 16 éves regnálásának nagy részét kénytelen volt a merciaiak és a walesiek elleni hadakozással hadakozással tölteni. 752-ben az oxfordshire-i Burfordnál megverte Æthelbald seregeit, s ezzel a hősi eposzokba is foglalt cselekedetével felszabadította Wessexet az idegen uralom alól. 753-ban döntő csapást mért a walesiekre.